# 1280

## Vědy a umění
- v severní Itálii se poprvé objevují brýle

## Narození
- ? – Birger Magnusson, švédský král († 31. května 1321)
- ? – Marie z Avesnes, vévodkyně bourbonská († 22. ledna 1354)
- ? – Blanka z Anjou, královna aragonská, sicilská a valencijská († 14. října 1310)
- ? – Ruprecht VI. Nasavský, hrabě nasavský a zeť českého krále Václava II. († 1304)
- ? – Pietro Lorenzetti, italský malíř († 1348)
- ? – Jan z Caramoly, francouzský řeholník, blahoslavený († 26. srpna 1339)

pravděpodobně narození
- Benedikt XII., 197. papež († 25. dubna 1342)

## Úmrtí
- 10. února – Markéta II. Flanderská, flanderská a henegavská hraběnka (* 1202)
- 9. května – Magnus VI., norský král (* 1. května 1238)
- 2. června – Jolanda Burgundská, hraběnka z Nevers, Auxerre, Tonnerre a Valois (* 1247)
- 9. června – Herebord von Bismarck, první doložený zástupce rodu Bismarcků (* okolo 1200)
- 22. srpna – Mikuláš III., papež (*1210 až 1220)
- 15. listopadu – Albert Veliký, německý teolog, filosof, světec a učitel církve (* 1193 nebo 1206/1207)
- 30. prosinec – bl. Markéta Colonna, řeholnice (* 1255)

## Hlava státu
- České království – Václav II.
- Svatá říše římská – Rudolf I. Habsburský – Alfons X. Kastilský
- Papež – Mikuláš III.
- Anglické království – Eduard I.
- Francouzské království – Filip III.
- Polské knížectví – Lešek II. Černý
- Uherské království – Ladislav IV. Kumán
- Kastilské království – Alfons X. Moudrý
- Portugalské království – Dinis
- Byzantská říše – Michael VIII. Palaiologos